# Just Michael Hansen

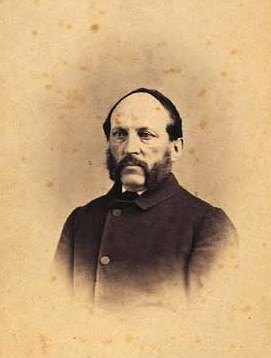
Just Hansen

Just Michael Hansen (* 25. August 1812 in Næstved; † 13. Juni 1891 in Slagelse) war ein dänischer Porträtmaler und Fotograf.

## Leben

### Familie
Just war der Sohn des Konditors Niels Hansen und der Birgitte Kirstine Hansen, sowie der Bruder des späteren Fotografen und Porträtmalers Carl Christian Hansen. Er heiratete Sophie Elisabeth Didriksen (* 17. April 1809 in Kopenhagen; † ?2. September 1890 in Slagelse), die Tochter von Chr. und Cecilie Marie Dybe.

### Werdegang
Just Hansen besuchte von 1828 bis 1836 die Königlich Dänische Kunstakademie in Kopenhagen.

## Werke
Nach Weilbachs Künstlerlexikon schuf der Künstler folgende Werke:
- 1835:
  - Die heilige Catharina (Kopie nach Leonardo da Vinci)
  - Madonna (Kopie nach Carlo Dolci)
  - To Heste (Kopie nach N. Berghem)
- um 1838: Christus verteilt Brot und Wein (Kopie nach Carlo Dolci, hovedfelt i altertavle, Tystrup K.)
- 1847 (Zeichnungen):
  - Rektor F. Dahl
  - Provst Salicath
  - Dr.phil. K.F. Viborg
  - Pastor P.W. van Wylich
- 1887: Selbstportrait (Holzstich)
- Prospekt von Slagelse
- Sorø Akademie

Eine Grafik befindet sich in der Königlichen Kupferstichsammlung im Staatlichen Kunstmuseum Kopenhagen.